# Requiescat in pace

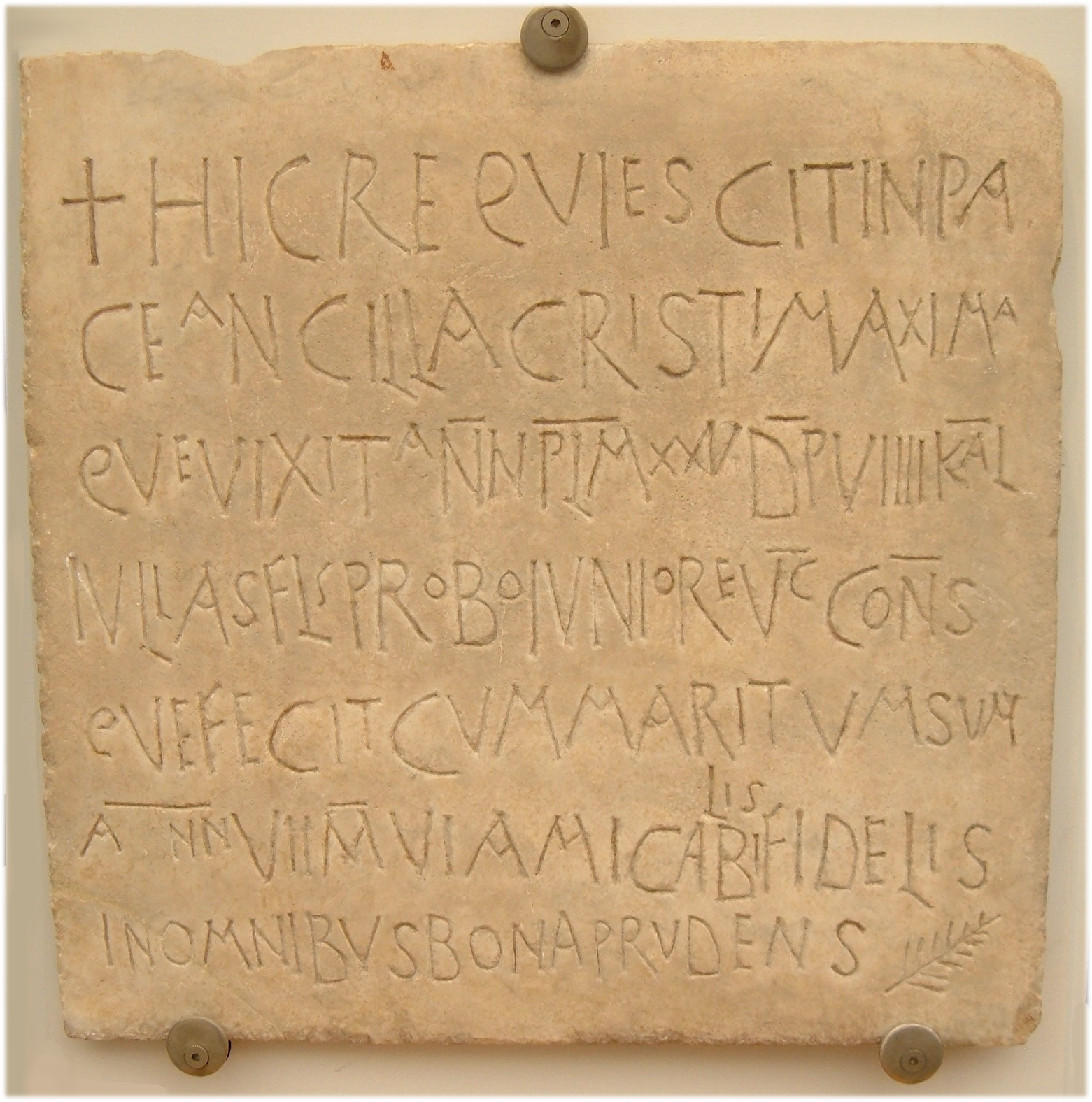
Vroegchristelijk grafschrift (525). De zinsnede "hier rust in vrede" (hier met het werkwoord – requiescit – in de indicatief) heeft zijn intrede gedaan.

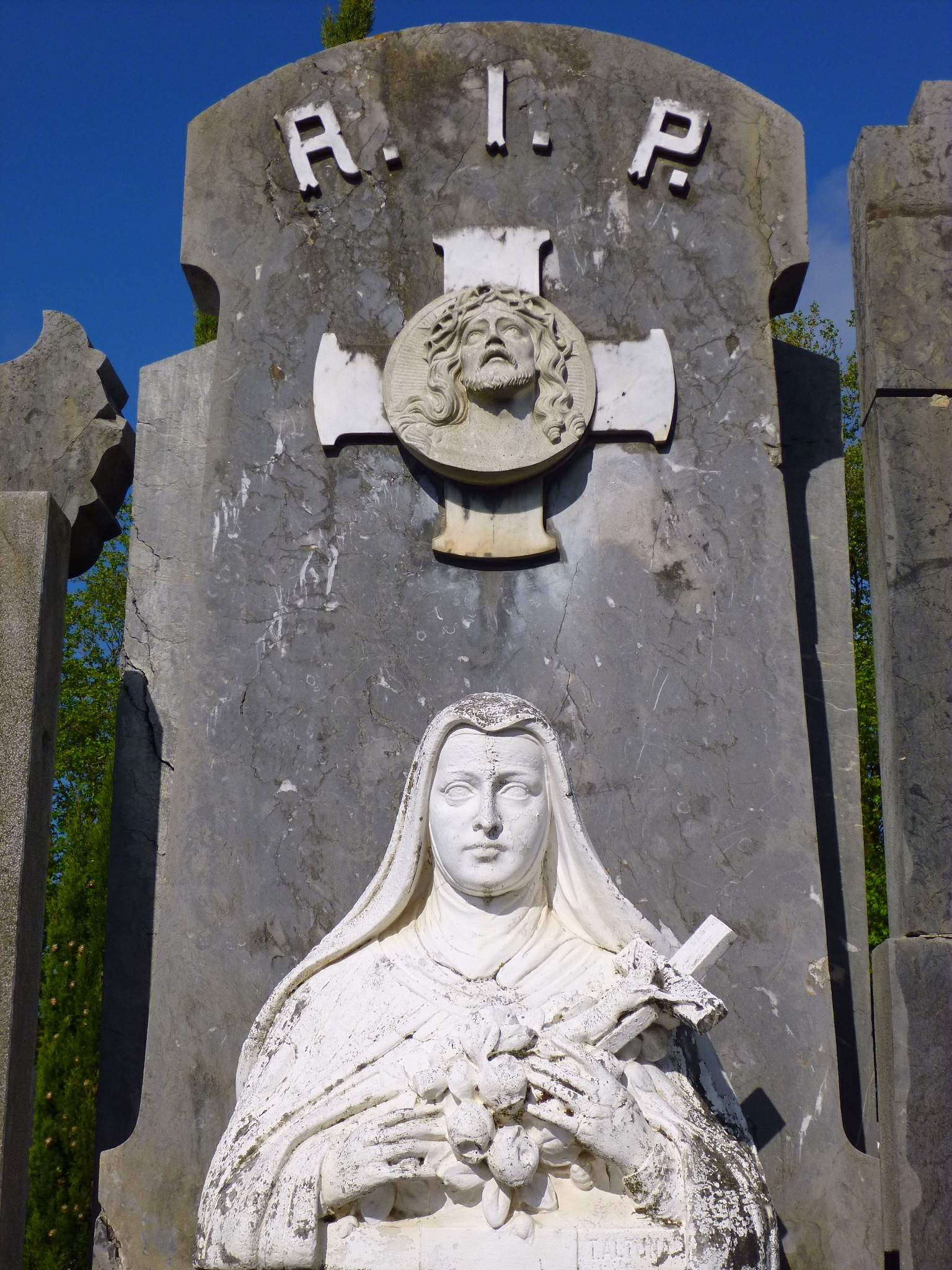
Grafsteen met 'R.I.P.' erop.

Requiescat in pace, veelal afgekort tot R.I.P., is een Latijnse spreuk die veel op grafstenen wordt toegepast. De betekenis is hij/zij ruste in vrede. 
Toevallig kent de Engelse vertaling rest in peace dezelfde beginletters. In het Engels worden R.I.P. en RIP vooral beschouwd als afkortingen van deze Engelse versie.